# Carta aos comunistas
Carta aos Comunistas é um documento publicado em março de 1980 escrito por Luiz Carlos Prestes onde expõe os motivos relacionados à sua saída do Comitê Central e posterior rompimento com o Partido Comunista Brasileiro (PCB), organização em que fora uma das principais lideranças durante décadas .
A carta é um marco na história de Prestes e do comunismo no Brasil, indicando o rompimento com as estratégias importadas para a construção do socialismo no país, que se daria por uma etapa democrático burguesa antes de um desenvolvimento socialista.